# 船尾座CP
船尾座CP（CP Puppis）也被称为1942年船尾座新星（Nova Puppis 1942）是一颗位于船尾座的明亮新星，1942年爆发。

## 發現史
1942年11月9日伯恩哈德·道森在阿根廷拉普拉塔發現，當時它的視星等約為2等。1942年11月10日18:00（UT），日本學生
祖父江國子獨立發現該新星，她在補完襪子後望向天空，注意到了這顆新星。

## 性質
它的前身星的视星等为17等，爆发后最亮视星等达到–0.2等，之后亮度迅速下降，6.5天即下降了3个星等，是目前已知变暗速度最快的新星之一。14年后，新星爆发时抛射的壳层气体被发现，这可以帮助天文学家计算它的准确距离。2000年的一项研究在校正可能的误差后，认为它距离地球3,720光年（1,140秒差距）。
新星爆发是由于白矮星不断吸积伴星（低质量主序星比较常见）的物质而产生的，船尾座CP也不例外。这个密近联星系统的轨道周期为1.47小时，这是已知经典新星中轨道周期最短的联星系统之一。不寻常的是，联星系统的白矮星可能拥有磁场。系统的其他特性目前仍然不能确定，不过对其辐射出的X射线进行观测提示白矮星的质量超过太阳质量的1.1倍。